# 布亚
布亚（義大利語：Buja），是意大利乌迪内省的一个市镇。总面积27.88平方公里，人口6745人，人口密度241.9人/平方公里（2009年）。ISTAT代码为030013。

## 友好城市
- 義大利阿普里利亞 1997年
- 德国菲尔斯比堡 2001年
- 法國多蒙 2008年